# František Španbauer
František Španbauer (* 18. června 1946) je bývalý český politik, v letech 1996 až 2002 poslanec Poslanecké sněmovny PČR za ČSSD, v letech 1994 až 1996 zastupitel města Ústí nad Labem.

## Biografie
V roce 1994 se uváděl jako předseda Okresního výboru ČSSD v Ústí nad Labem. Profesně byl k roku 1996 zmiňován jako ředitel firmy FEAST.
Ve volbách v roce 1996 byl zvolen do poslanecké sněmovny za ČSSD (volební obvod Severočeský kraj). Mandát obhájil ve volbách v roce 1998 a ve sněmovně setrval do voleb v roce 2002. V letech 1996–1998 byl členem sněmovního ústavněprávního výboru, v letech 1998–2002 místopředsedou mandátového a imunitního výboru a členem výboru pro obranu a bezpečnost.
Po odchodu se sněmovny v roce 2002 se o něm v září 2002 spekulovalo jako o jednom z možných kandidátů ČSSD na viceprezidenta Nejvyššího kontrolního úřadu. Do NKÚ ovšem nanastoupil.
V komunálních volbách roku 1994 byl zvolen do zastupitelstva města Ústí nad Labem za ČSSD. Na post zastupitele rezignoval v roce 1996 po zvolení do sněmovny. Neúspěšně do ústeckého zastupitelstva kandidoval i v komunálních volbách roku 2002 a komunálních volbách roku 2010, roku 2002 za ČSSD, v roce 2010 jako bezpartijní (kandidoval ovšem za SPOZ). Profesně se uvádí jako chemik. V komunálních volbách roku 1994 a 2002 byl zvolen i do zastupitelstva městské části Neštěmice.